# Lepthyphantes paoloi
Lepthyphantes paoloi este o specie de păianjeni din genul Lepthyphantes, familia Linyphiidae, descrisă de Wunderlich, 1995. Conform Catalogue of Life specia Lepthyphantes paoloi nu are subspecii cunoscute.